# الیکایی سینه‌خرمایی
الیکایی سینه‌خرمایی (نام علمی: Pheugopedius rutilus) نام یک گونه از سرده الیکایی‌های زه‌پر است.